# کولون سودسته
کولون سادست (به لاتین: Colón Sudeste) یک منطقهٔ مسکونی در اروگوئه است که در مونته‌ویدئو واقع شده‌است.